# Csiffáry Nándor
Csiffáry Nándor (Dorog, 1925. október 14. – Esztergom, 2017. június 5.) főiskolai tanár, helytörténész.

## Élete
Szülei Csiffáry Nándor (1889-1953) gépész-kovács és Rapp Terézia (1894-1980) voltak. Felesége Wieder Katalin (1937) tanító, fiuk Csiffáry Tamás (1958-2010) oktató.
1944-ben az esztergomi Szent István bencés gimnáziumban érettségizett. Előbb a mosonmagyaróvári mezőgazdasági főiskolán tanult, majd 1950-ben az Eötvös Loránd Tudományegyetemen történelem-földrajz szakon végzett. 1950-1951-ben az Állami Balett Intézetben tanított, majd 1951-1954 között a debreceni Kossuth Lajos Tudományegyetem Földrajz Intézetében dolgozott. Ekkor teljesítette katonai szolgálatát is. 1953 áprilisától 15 hónapig a Felsőoktatási Minisztérium munkatársa volt. 1954-től nyugdíjazásáig az esztergomi (Vitéz János) Tanítóképző Főiskola tanára és helyettes vezetője volt. 1962-ben summa cum laude egyetemi doktori címet szerzett.
Dorogról jelentetett meg több kiadványt. 1988-ban alapító tagja Dorog Város Barátai Egyesületének, melynek 2010-ig elnöke, majd tiszteletbeli örökös elnöke volt. A Magyar Földrajzi Társaságnak, az Esztergomi Balassa Bálint Társaságnak, a Dorogi Lexikon szerkesztőbizottságának és a Magyar Vegetárius Egyesület tagja volt. Részt vett az Ezeréves Esztergom cikksorozat írásában a Dolgozók Lapja hasábjain.
Karikatúráját Furlán Ferenc örökítette meg. Tanítványa volt többek között Kovács Lajos (1949-2017) pedagógus, szerkesztő.

## Elismerései
- 1966/ 1970 Oktatásügy Kiváló Dolgozója
- 1984 Munka Érdemrend bronz fokozata[4]
- 1987 Kiváló Munkáért
- 1996 Dorogiak Dorogért Alapítvány elismerő oklevele
- 1998 Pro Urbe Díj

## Művei
- 1953 A Pó-delta növekedése. Földrajzi közlemények 1953, 128.
- 1970 Esztergom és környéke a Magyar Tanácsköztársaság idején. In: Esztergomi Tanítóképző Intézet. Tanulmányok.
- 1972 Adatok Esztergom és Dorog felszabadulás előtti munkásmozgalom történetéhez. Intézeti Tanulmányok III. Esztergom. 51-70.
- 1972 A békés egymás mellett élés politikájának érvényesülése a Szovjetunió külpolitikájában. In: 50 éves a Szovjetunió. Tatabánya, 101-122.
- 1972 Az Esztergom-kenyérmezői hadifogolytábor I-II. Komárom Megyei Dolgozók Lapja 1972. október 6-8.
- 1973 "A szocialista forradalom győzelméért vivott harc és a szocializmus építése hazánkban" c. diakép-sorozat alkalmazásának tapasztalatai az Esztergomi Tanítóképző Intézetben. Intézeti Tanulmányok IV. Esztergom, 127-138.
- 1974 A Kommunista Ifjúsági Szövetség nevelőmunkája az esztergomi Tanítóképző Intézetben. Tanítóképző Intézet. Tanulmányok 7. Esztergom, 155-172.
- 1975 A város felszabadulása. In: Esztergom 1945-1975
- 1979 A Tanácsköztársaság esztergomi eseményei. Esztergom Évlapjai 1979
- 1979 Martsa Alajos emlékére. Esztergom Évlapjai 1979
- 1985 Esztergom szocialista iparosításáért kiváló munkát végzett személyiségek életrajza. Esztergom Évlapjai 1985 (tsz. Baják István)
- 1985 Dorog és környéke ellenállási mozgalma. MSZMP Komárom m. Biz. Oktatási Igazg. évkönyve 1985, 74—82.
- 1985 Közoktatáspolitikai célkitűzéseink megvalósulása Komárom megyében. Tanulmányok - Esztergomi Tanítóképző Főiskola 22, 28-42.
- 1993 Dorog a II. világháborúban. Dorogi Füzetek 5
- 1998 A kései feudalizmus másfél évszázada Dorogon (1693-1849) - Az első világháború és a két forradalom eseményei Dorogon (1914-1919) (tsz. Magyar László)
- 1998 A tízéves Dorog Város Barátai Egyesületének krónikája (1988-1998)
- 1998 A 96-os német lövész hadosztály története, 1944-1945 - Emlékiratok a II. világháború dorogi hónapjairól. Dorogi Füzetek 15 (tsz. Kövecs Imre)
- 2000 A dorogi barnakőszén-medence iparföldrajzi vázlata. Dorogi Füzetek 22 (1962)
- 2006 A dorogi nagyközségi képviselő-testület és elöljáróság 1945. évi történetének három kallódó jegyzőkönyve. Dorogi Füzetek 35